# Инцидент с «Киссин Мару 31»
Инцидент с «Киссин Мару 31» (яп. 第31吉進丸事件) — российско-японский пограничный инцидент, произошедший в 2006 году.
16 августа 2006 краболовецкое судно, приписанное к порту Ханасаки (расположенному на полуострове Немуро), которое занималось промыслом у острова Танфильева, было с применением силы задержано береговой охраной России за браконьерство. При предупредительном обстреле один из членов экипажа — Мицудзиро Морита — был убит пулевым огнём при попытке скрыться. Япония заявила России дипломатический протест, утверждая, что это её территориальные воды. Задержанных членов экипажа поместили в «Дом дружбы» в Южно-Курильске. 19 августа береговая охрана Японии на катере вывезла тело погибшего рыбака в Японию.
Капитан судна Сакасита Нобору полностью признал свою вину и был приговорён к штрафу в 300 тысяч рублей. 30 августа японские моряки были отпущены. Из-за инцидента едва не сорвалась программа безвизовых обменов, но всё обошлось. Поскольку признавшие вину рыбаки нарушили и японские указы, принятые администрацией префектуры Хоккайдо, 2 марта 2007 года дело о промысле крабов без разрешений было передано на прокурорскую проверку.